# Шеван (Есон)
Шеван (фр. Chevannes) насеље је и општина у Француској у региону Париски регион, у департману Есон која припада префектури Еври.
По подацима из 2011. године у општини је живело 1686 становника, а густина насељености је износила 164,81 становника/km². Општина се простире на површини од 10,23 km². Налази се на средњој надморској висини од 81 метар (максималној 98 m, а минималној 72 m).

## Демографија
| 1962. | 1968. | 1975. | 1982. | 1990. | 1999. | 2011. |
| ----- | ----- | ----- | ----- | ----- | ----- | ----- |
| 765   | 838   | 758   | 833   | 1.147 | 1.400 | 1.686 |

График промене броја становника у току последњих година